# Параметризация Фейнмана
Параметризация Фейнмана — это метод вычисления интегралов по четырёхмерному пространству, возникающих при расчёте по диаграммам Фейнмана радиационных поправок (высших порядков теории возмущений) к различным процессам. Его сутью является сведение множителей в знаменателе под одну степень, а затем, пользуясь независимостью в порядке интегрирования, применение уже известного вычисленного интеграла по четырёхмерному пространству. Получившиеся независимые переменные, по которым производится интегрирование (уже по одномерному пространству), называются параметрами Фейнмана.

## Формулы
Ричард Фейнман заметил, что:
{\displaystyle {\frac {1}{AB}}=\int _{0}^{1}{\frac {du}{\left[uA+(1-u)B\right]^{2}}}}
причём формула действительна для любых комплексных чисел A и B, если 0 не содержится в отрезке прямой, соединяющем A и B. Формула помогает вычислить интегралы, такие как:
{\displaystyle \int {\frac {dp}{A(p)B(p)}}=\int dp\int _{0}^{1}{\frac {du}{\left[uA(p)+(1-u)B(p)\right]^{2}}}=\int _{0}^{1}du\int {\frac {dp}{\left[uA(p)+(1-u)B(p)\right]^{2}}}.}
Если A (p) и B (p) — линейные функции от p, то последний интеграл можно вычислить с помощью подстановки.
В более общем смысле, используя дельта-функцию Дирака {\displaystyle \delta }:
{\displaystyle {\begin{aligned}{\frac {1}{A_{1}\cdots A_{n}}}&=(n-1)!\int _{0}^{1}du_{1}\cdots \int _{0}^{1}du_{n}{\frac {\delta (1-\sum _{k=1}^{n}u_{k})\;}{\left(\sum _{k=1}^{n}u_{k}A_{k}\right)^{n}}}\\&=(n-1)!\int _{0}^{1}du_{1}\int _{0}^{u_{1}}du_{2}\cdots \int _{0}^{u_{n-2}}du_{n-1}{\frac {1}{\left[A_{1}+u_{1}(A_{2}-A_{1})+\dots +u_{n-1}(A_{n}-A_{n-1})\right]^{n}}}.\end{aligned}}}
Эта формула действительна для любых комплексных чисел A1,. , ., An, если 0 не содержится в их выпуклой оболочке.
Даже в более общем плане, при условии, что {\displaystyle {\text{Re}}(\alpha _{j})>0} для всех {\displaystyle 1\leq j\leq n} :
{\displaystyle {\frac {1}{A_{1}^{\alpha _{1}}\cdots A_{n}^{\alpha _{n}}}}={\frac {\Gamma (\alpha _{1}+\dots +\alpha _{n})}{\Gamma (\alpha _{1})\cdots \Gamma (\alpha _{n})}}\int _{0}^{1}du_{1}\cdots \int _{0}^{1}du_{n}{\frac {\delta (1-\sum _{k=1}^{n}u_{k})\;u_{1}^{\alpha _{1}-1}\cdots u_{n}^{\alpha _{n}-1}}{\left(\sum _{k=1}^{n}u_{k}A_{k}\right)^{\sum _{k=1}^{n}\alpha _{k}}}}}
где {\displaystyle \Gamma } — гамма-функция.

## Вывод
{\displaystyle {\frac {1}{AB}}={\frac {1}{A-B}}\left({\frac {1}{B}}-{\frac {1}{A}}\right)={\frac {1}{A-B}}\int _{B}^{A}{\frac {dz}{z^{2}}}.}
Теперь просто линейно преобразовать интеграл с помощью подстановки,
{\displaystyle u=(z-B)/(A-B)},
что приводит к {\displaystyle du=dz/(A-B)},
откуда {\displaystyle z=uA+(1-u)B}
и мы получаем искомый результат:
{\displaystyle {\frac {1}{AB}}=\int _{0}^{1}{\frac {du}{\left[uA+(1-u)B\right]^{2}}}.}
В более общих случаях вывод может быть выполнен очень эффективно с использованием параметризации Швингера. Например, чтобы вывести параметризованную форму Фейнмана {\displaystyle {\frac {1}{A_{1}...A_{n}}}} Сначала мы повторно выражаем все факторы в знаменателе в их параметризованной форме Швингера:
{\displaystyle {\frac {1}{A_{i}}}=\int _{0}^{\infty }ds_{i}\,e^{-s_{i}A_{i}}\ \ {\text{for }}i=1,\ldots ,n}
и записываем
{\displaystyle {\frac {1}{A_{1}\cdots A_{n}}}=\int _{0}^{\infty }ds_{1}\cdots \int _{0}^{\infty }ds_{n}\exp \left(-\left(s_{1}A_{1}+\cdots +s_{n}A_{n}\right)\right).}
Затем мы выполняем следующее изменение переменных интегрирования,
{\displaystyle \alpha =s_{1}+...+s_{n},}
{\displaystyle \alpha _{i}={\frac {s_{i}}{s_{1}+\cdots +s_{n}}};\ i=1,\ldots ,n-1,}
чтобы получить,
{\displaystyle {\frac {1}{A_{1}\cdots A_{n}}}=\int _{0}^{1}d\alpha _{1}\cdots d\alpha _{n-1}\int _{0}^{\infty }d\alpha \ \alpha ^{N-1}\exp \left(-\alpha \left\{\alpha _{1}A_{1}+\cdots +\alpha _{n-1}A_{n-1}+\left(1-\alpha _{1}-\cdots -\alpha _{n-1}\right)A_{n}\right\}\right).}
где {\displaystyle \int _{0}^{1}d\alpha _{1}\cdots d\alpha _{n-1}} обозначает интеграцию по площади {\displaystyle 0\leq \alpha _{i}\leq 1} с {\displaystyle \sum _{i=1}^{n-1}\alpha _{i}\leq 1} ,
Следующим шагом является выполнение интегрирования по {\displaystyle \alpha }.
{\displaystyle \int _{0}^{\infty }d\alpha \ \alpha ^{n-1}\exp(-\alpha x)={\frac {\partial ^{n-1}}{\partial (-x)^{n-1}}}\left(\int _{0}^{\infty }d\alpha \exp(-\alpha x)\right)={\frac {\left(n-1\right)!}{x^{n}}}.}
где мы определили {\displaystyle x=\alpha _{1}A_{1}+\cdots +\alpha _{n-1}A_{n-1}+\left(1-\alpha _{1}-\cdots -\alpha _{n-1}\right)A_{n}.}
Подставляя этот результат, мы получаем предпоследнюю форму,
{\displaystyle {\frac {1}{A_{1}\cdots A_{n}}}=\left(n-1\right)!\int _{0}^{1}d\alpha _{1}\cdots d\alpha _{n-1}{\frac {1}{[\alpha _{1}A_{1}+\cdots +\alpha _{n-1}A_{n-1}+\left(1-\alpha _{1}-\cdots -\alpha _{n-1}\right)A_{n}]^{n}}},}
и после введения дополнительного интеграла мы приходим к окончательному виду параметризации Фейнмана, а именно:
{\displaystyle {\frac {1}{A_{1}\cdots A_{n}}}=\left(n-1\right)!\int _{0}^{1}d\alpha _{1}\cdots \int _{0}^{1}d\alpha _{n}{\frac {\delta \left(1-\alpha _{1}-\cdots -\alpha _{n}\right)}{[\alpha _{1}A_{1}+\cdots +\alpha _{n}A_{n}]^{n}}}.}
Точно так же, чтобы вывести форму параметризации Фейнмана из наиболее общего случая, : {\displaystyle {\frac {1}{A_{1}^{\alpha _{1}}...A_{n}^{\alpha _{n}}}}} можно начать с подходящей другой формы параметризации Швингера в знаменателе, а именно:
{\displaystyle {\frac {1}{A_{1}^{\alpha _{1}}}}={\frac {1}{\left(\alpha _{1}-1\right)!}}\int _{0}^{\infty }ds_{1}\,s_{1}^{\alpha _{1}-1}e^{-s_{1}A_{1}}={\frac {1}{\Gamma (\alpha _{1})}}{\frac {\partial ^{\alpha _{1}-1}}{\partial (-A_{1})^{\alpha _{1}-1}}}\left(\int _{0}^{\infty }ds_{1}e^{-s_{1}A_{1}}\right)}
и затем действовать точно в соответствии с предыдущим случаем.

## Альтернативная форма
Альтернативная форма параметризации, которая иногда полезна,
{\displaystyle {\frac {1}{AB}}=\int _{0}^{\infty }{\frac {d\lambda }{\left[\lambda A+B\right]^{2}}}.}
Эта форма может быть получена с помощью замены переменных {\displaystyle \lambda =u/(1-u)}, Мы можем использовать правило произведения, чтобы показать, что {\displaystyle d\lambda =du/(1-u)^{2}}, затем
{\displaystyle {\begin{aligned}{\frac {1}{AB}}&=\int _{0}^{1}{\frac {du}{\left[uA+(1-u)B\right]^{2}}}\\&=\int _{0}^{1}{\frac {du}{(1-u)^{2}}}{\frac {1}{\left[{\frac {u}{1-u}}A+B\right]^{2}}}\\&=\int _{0}^{\infty }{\frac {d\lambda }{\left[\lambda A+B\right]^{2}}}\\\end{aligned}}}
В более общем случае мы имеем
{\displaystyle {\frac {1}{A^{m}B^{n}}}={\frac {\Gamma (m+n)}{\Gamma (m)\Gamma (n)}}\int _{0}^{\infty }{\frac {\lambda ^{m-1}d\lambda }{\left[\lambda A+B\right]^{n+m}}},}
где {\displaystyle \Gamma } — гамма-функция .
Эта форма может быть полезна при объединении линейного знаменателя {\displaystyle A} с квадратичным знаменателем {\displaystyle B}, например, в эффективной теории тяжелых кварков (HQET).

## Симметричная форма
Иногда используется симметричная форма параметризации, где вместо этого выполняется интеграл на интервале {\displaystyle [-1,1]}, что приводит к:
{\displaystyle {\frac {1}{AB}}=2\int _{-1}^{1}{\frac {du}{\left[(1+u)A+(1-u)B\right]^{2}}}.}